# Alpaida alvarengai
Alpaida alvarengai Levi, 1988 è un ragno appartenente alla famiglia Araneidae.

## Etimologia
Il nome della specie è in onore del collezionista ed entomologo brasiliano Moacyr Alvarenga (1915-2010), che ha rinvenuto gli esemplari nel novembre 1963

## Caratteristiche
L'olotipo femminile rinvenuto ha dimensioni: cefalotorace lungo 3,0mm, largo 1,9mm; il primo femore misura 2,1mm e la patella e la tibia circa 2,4mm.

## Distribuzione
La specie è stata rinvenuta nel Brasile centrale: a Chapada dos Guimarães, località dello stato del Mato Grosso.

## Tassonomia
Al 2014 non sono note sottospecie e dal 1988 non sono stati esaminati nuovi esemplari.